# Brahin
Brahin, Brahiń (błr. Брагін; ros. Брагин, Bragin) – osiedle typu miejskiego na Białorusi w obwodzie homelskim. Siedziba administracyjna rejonu brahińskiego. Osiedle jest położone nad rzeką Brahinką, 28 km od najbliższej stacji kolejowej (w Chojnikach) i liczy 3,9 tys. mieszkańców (2010).
Prywatne miasto szlacheckie położone było w powiecie kijowskim województwa kijowskiego, własność Jeremiego Wiśniowieckiego w latach 30 i 40. XVII wieku.

## Historia
Brahin został pierwszy raz wspomniany w Latopisie Ipatijewskim w 1147 roku, jako ważny gród Rusi Kijowskiej. W 1574 roku zamek wraz z miastem i dobrami ziemskimi został przekazany książętom Wiśniowieckim. Według inwentarza z tego samego roku zamek w Brahiniu był otoczony wodą. W roku 1603 na należącym do Adama Wiśniowieckiego zamku brahińskim pojawił się zbiegły z Moskwy Grigorij Otriepiew i oświadczył, że jest cudownie ocalałym carewiczem Dymitrem. Podczas wojny w latach 1654–1667 Brahiń i tamtejszy niewielki zamek zostały spalone przez oddziały moskiewskie. W miejscu zamku funkcjonował w późniejszym okresie dwór.
Po rozbiorach Rzeczypospolitej znaczącą częścią populacji miasteczka stała się ludność pochodzenia żydowskiego. Do końca XIX wieku, 2254 osoby z 4311 mieszkańców były Żydami. Wielu Żydów z okolic zostało zabitych przez wojska niemieckie podczas trwania II wojny światowej:

W dniu 13 września 1941 roku, brahińscy Żydzi dostali rozkaz zgromadzenia się w szkole w celu wybrania przedstawiciela i jego zastępcy, ale kiedy 300 Żydów weszło we wskazanym terminie do szkoły, zostali otoczeni przez Niemców i zamknięci. Potem zostali wyprowadzeni w grupach na koniec wioski i rozstrzelani.